# 中华大耳螺
中华大耳螺（学名：Ellobium chinense），是原始有肺目耳螺科耳螺属的一种。主要分布于韩国、中国大陆、台湾，常栖息在淡水注入的沿岸高潮带。